# Richard Dennis
Richard J. Dennis (né le 9 janvier 1949 à Chicago) est un trader américain surnommé le « Prince du Pit » (les salles de trading de la bourse de Chicago étant parfois appelées des pits, c'est-à-dire des « fosses »).
Au début des années 1970, il emprunte 1 600 $ à sa famille et les transforme en 350 millions $ en six ans environ en spéculant sur les matières premières. Mais il est surtout connu pour avoir développé le « Turtle Trading » dans les années 1980 avec William Eckhardt (en), une méthode d'apprentissage conçue pour transformer des novices en traders professionnels en quelques semaines en les entraînant à identifier les tendances à long terme et à prendre position en conséquence. La première promotion est un succès puisque les élèves réussissent à transformer en cinq ans 23 millions $ que Dennis leur confie en 175 millions $, soit une plus-value de plus de 150 millions de dollars.
Après qu'un fonds de spéculation à terme qu'il gérait subit des pertes importantes lors du krach boursier de 1987, il prend sa retraite du trading pendant plusieurs années et s'implique dans des causes politiques démocrates et libertariennes, notamment dans les campagnes contre la drogue.

## Biographie
Dennis est devenu courtier en ordres à la Chicago Mercantile Exchange à l'âge de 17 ans. Quelques années plus tard, il commence à négocier pour son propre compte sur la MidAmerica Commodity Exchange, une place d'entrée de gamme où les contrats « mini » sont négociés. Pour contourner une règle exigeant que les traders aient au moins vingt et un ans, il embauche son père qui spécule à sa place.
Il obtient une licence en philosophie de l'université DePaul, puis accepte une bourse pour poursuivre ses études en philosophie à l'université Tulane, mais change ensuite d'avis et retourne au trading. Il emprunte 1 600 $ à sa famille, ce qui, après avoir dépensé 1 200 $ pour une place à la MidAmerica Commodity Exchange, lui laisse 400 $ de capital de départ. En 1970, son capital augmente à 3 000 $, ce qu'il décrit comme « comparé à 400 $... un véritable enjeu », et en 1973 son capital dépasse les 100 000 $. Il réalise un bénéfice de 500 000 $ en spéculant sur le soja en 1974, et à la fin de cette année-là, il est millionnaire, à l'âge d'à peine vingt-six ans.
Il en profite en achetant successivement de nouveaux sommets hebdomadaires et mensuels sur les marchés inflationnistes des années 1970, une époque de mauvaises récoltes répétées et du « grand vol russe de blé (en) » de 1972, lorsque des agents de l'Union soviétique achètent secrètement 30 % de la récolte de blé américaine en l'espace de quelques semaines. Cela ouvre la voie à des tendances de prix solides et soutenues dans les deux sens au cours des années suivantes, une période au cours de laquelle « n'importe qui avec une méthode simple de suivi des tendances et un jeu de fléchettes pouvait gagner un million de dollars, ».
Contrairement à la grande majorité des spéculateurs en bourse (en), qui négocient à la minute les transactions tout au long d'une journée, Dennis conserve ses positions pendant des périodes plus longues, surmontant les fluctuations à court terme et les conservant à moyen terme. Il a souvent recours à la pyramide pour monter ses positions, c'est-à-dire au fait de renforcer une position gagnante au fur et à mesure que le prix se déplace en sa faveur. À la fin des années 1970, il achète une adhésion complète au Chicago Board of Trade, un établissement plus cher, et ouvre un bureau à l'étage afin de spéculer sur davantage de marchés.
Il pense que le trading peut s'apprendre et, pour régler un débat sur ce point avec William Eckhardt (en), un ami et collègue trader, il recrute et forme 21 hommes et deux femmes, en deux groupes, l'un à partir de décembre 1983, l'autre à partir de décembre 1984. Il forme ce groupe, connu sous le nom de « Turtles », pendant seulement deux semaines sur un système simple de suivi des tendances (en), en spéculant sur une gamme de matières premières, de devises et de marchés obligataires, en achetant lorsque les prix dépassent leur fourchette récente et en vendant lorsqu'ils tombent en dessous de leur fourchette récente. Il leur est appris à réduire la taille de leur position pendant les périodes de pertes et à pyramider de manière agressive - jusqu'à un tiers ou la moitié de l'exposition totale, bien que seulement 24 % du capital total soit exposé à un moment donné. Ce type de système de trading génère des pertes dans les périodes où le marché est dans une fourchette, souvent pendant des mois à la fois, et des bénéfices lors des mouvements importants du marché.
En janvier 1984, une fois la période de formation de deux semaines terminée, Dennis donne à chacune des Turtles un compte de trading et leur demande de spéculer avec les systèmes qui leur ont été enseignés. Au cours de cette période de trading d'un mois, ils sont autorisés à négocier un maximum de 12 valeurs par marché. Une fois la période d'essai terminée, il donne aux quelques-uns d'entre eux ayant réussi, des comptes allant de 250 000 $ à 2 millions $ de son propre argent à gérer.
Lorsque son expérience prend fin cinq ans plus tard, ses Turtles auraient gagné un bénéfice global de 175 millions $. Le système exact enseigné aux Turtles par Dennis est décrit dans au moins deux livres et peut être testé rétrospectivement pour vérifier ses performances au cours des dernières années. Le résultat de ce test rétrospectif montre une chute drastique des performances après 1986, et même une performance stable de 1996 à 2009. Cependant, un certain nombre de Turtles (par exemple, Jerry Parker de Chesapeake Capital, Liz Cheval d'EMC, Paul Rabar de Rabar Market Research, Tom Shanks de Hawksbill Capital Management, Howard Seidler de Saxon Investment Corporation, Jim DiMaria de JPD Enterprises, Inc.) poursuivent des carrières à succès de gestionnaires de spéculation de matières premières, en utilisant des techniques similaires, mais pas identiques, au système Turtles.
Dennis gère des fonds pour d'autres sur les marchés pendant un certain temps, mais se retire au printemps 1988 après que ses clients aient subit de lourdes pertes. Lors du krach d'octobre 1987, il aurait perdu 10 millions $ sur un total de 50 millions $ perdus entre 1987 et 1988. En 1990, sa société règle les plaintes des investisseurs concernant son non-respect de ses propres règles, pour plus de 2,5 millions $, sans admettre ni nier aucun acte répréhensible. Il gère également des fonds pendant un certain temps au milieu et à la fin des années 1990, fermant ces opérations après des pertes à l'été 2000.
Il est président du Dennis Trading Group Inc. et vice-président de C&D Commodities, ancien président du conseil consultatif de la Drug Policy Alliance (en), membre des conseils d'administration du Cato Institute et de la Reason Foundation.